# L'uomo dal labbro spaccato
L'uomo dal labbro spaccato (The Man with the Twisted Lip, noto anche come L'uomo dal labbro storto), è un racconto giallo del 1891, il sesto dei 56 che vedono protagonista Sherlock Holmes scritti dall'autore britannico Arthur Conan Doyle. La storia fu pubblicata originariamente nel 1891 nel numero di dicembre della rivista The Strand Magazine e fu la sesta ad essere inclusa alla raccolta Le avventure di Sherlock Holmes. Lo stesso Conan Doyle l'ha collocata al sedicesimo posto fra le sue 19 storie preferite.

## Trama
Una sera, si presenta all'improvviso a casa del dottor Watson Kate Whitney, un'amica di sua moglie, estremamente preoccupata per l'assenza del marito da diversi giorni. Watson offre il suo aiuto per rintracciare l'uomo in una fumeria d'oppio, trovando non solo l'uomo che cercava ma anche il suo amico Sherlock Holmes, travestito da anziano con l'obiettivo di indagare su un nuovo caso che coinvolge i tossicodipendenti abituali a quella fumeria. Sistemato l'uomo sulla carrozza verso casa, Watson rimane con Holmes, il quale gli spiega il caso con cui ha a che fare.
Il signor Neville St. Clair, uomo rispettabile e benvoluto che abita nelle campagne vicino a Lee, nel Kent, ha l'abitudine di recarsi regolarmente in città per motivi di lavoro. La moglie dichiara che durante uno di questi viaggi, in cui anche lei si trovava casualmente in città, scorse la faccia del marito ad una finestra del secondo piano della fumeria d'oppio in Upper Swandam Lane, zona poco raccomandabile della città, la stessa in cui Watson si era recato alla ricerca dell'amico.
La signora St. Clair, accorgendosi che il marito era estremamente stupito e avendo egli indietreggiato alla sua vista, ritenne che fosse incappato in qualche pericolo, cercando di introdursi nell'edificio; trovò tuttavia la strada bloccata dal proprietario della fumeria, che la respinse in strada. Allarmata, la donna chiamò dei poliziotti lì vicini, ma entrando nella stanza non trovarono alcuna traccia di St. Clair; la stanza in cui era stato visto si rivelò essere quella di un mendicante sporco e sfigurato, noto alla polizia come Hugh Boone. Proprio quando i poliziotti stavano per andarsene credendo che si fosse trattato di un errore, la signora St. Clair notò una scatola di costruzioni che suo marito avrebbe dovuto portare ai figli al suo rientro; in seguito venne rinvenuto anche il suo cappotto, con le tasche piene di spiccioli, immerso nel Tamigi, che scorre proprio al di sotto della finestra sul retro della stanza.
Il mendicante venne arrestato e Holmes pensa inizialmente che il signor St. Clair sia stato la vittima di un omicidio; tuttavia, alcuni giorni dopo l'incidente, la signora St. Clair riceve una lettera dal marito, fatto che obbliga Holmes a riconsiderare le sue conclusioni e portandolo ad una soluzione del tutto inusuale. Egli lava la faccia di Boone con una spugna, rivelando lo sporco essere soltanto del trucco per camuffare la sua vera identità, ovvero quella di Neville St. Clair.
Il gentiluomo confessa immediatamente di aver avuto una doppia vita, la prima di uomo rispettabile e la seconda di mendicante: da giovane, durante la ricerca di informazioni sui mendicanti per la scrittura di un articolo, si travestì come uno di loro, riuscendo a guadagnare un gran quantitativo di soldi. Anni dopo tornò al suo travestimento in modo da riuscire a pagare un debito, e accorgendosi che quell'attività gli portava più guadagno del previsto decise di diventare un mendicante a tempo pieno. I suoi guadagni erano così buoni che riuscì a stabilirsi come gentiluomo di campagna, sposandosi e mettendo su una famiglia rispettabile, nonostante la moglie fosse sempre stata all'oscuro della sua seconda vita.
Holmes decide di mantenere il segreto finché non si sentirà più parlare di Hugh Boone.

## Punti di interesse
La vendita di oppio e altre droghe non era di per sé un reato nella Londra del 1889, e nonostante le fumerie venissero considerate ambienti malavitosi, operavano apertamente e legalmente.
Un'idea diffusa è quella per cui molti dei casi risolti da Holmes abbiano soluzioni altamente improbabili, e il fatto che un uomo come St. Clair riesca a vivere da gentiluomo facendo il mendicante è considerato uno di essi, nonostante in diversi si oppongano a questa classificazione. Ad esempio, a Toronto, una donna conosciuta come "shaky bag lady" (la barbona tremolante) riuscì a guadagnare più dei comuni mendicanti riuscendo a sembrare più commovente di loro. Un altro esempio è rintracciabile nella città di Mumbai, nella quale i giornali hanno riportato la notizia di diversi mendicanti giunti a possedere milioni di rupie. Il giornale londinese Daily Mail ha riportato la storia di un mendicante di Putney in grado di guadagnare 300 sterline al giorno, una somma equivalente circa al 99° percentile dei guadagni in Regno Unito. Il New York Post ha riferito invece di un mendicante alla stazione di Grand Central Terminal in grado di guadagnare 200 $ l'ora.
Curiosamente, in un punto del racconto Mary chiama suo marito "James", nonostante il suo nome sia John. Ciò ha portato numerosi fan a ritenere che il secondo nome di Watson, che nei libri appare semplicemente come "H.", sia "Hamish", anglicizzazione di "Sheumais", che sarebbe a sua volta il vocativo di "Seumas", variante gaelica scozzese di "James". Nonostante Conan Doyle non abbia mai confermato questa teoria, essa è ripresa in diverse trasposizioni cinematografiche tra cui il film Sherlock Holmes - Gioco di ombre (2011) e l'episodio Scandalo a Belgravia della serie televisiva Sherlock(2012).

## Adattamenti
- Un omonimo film muto è stato girato nel 1921[12] sotto la regia di Maurice Elvey.[13]
- Nel 1951, Rudolph Cartier ha prodotto[14] un adattamento intitolato The Man Who Disappeared, proposto come episodio pilota per una serie televisiva con John Longden nel ruolo di Holmes e Campbell Singer in quello di Watson.[15]
- Nel 1964 la storia è stata adattata per un episodio della serie televisiva Sherlock Holmes con Douglas Wilmer.
- Nel 1986, Granada Television ne ha prodotto un adattamento come parte della serie The Return of Sherlock Holmes.[16]
- La storia è stata adattata nel 1990 per BBC Radio 4, nell'ambito di un adattamento radiofonico di tutto il canone holmesiano con protagonisti Clive Merrison e Michael Williams.[17]
- Il ventunesimo episodio della serie TV Elementary ha lo stesso titolo del racconto, nonostante non ci siano analogie fra le due trame.
- L'episodio L'ultimo giuramento (2014) delle serie televisiva Sherlock riprende abbastanza fedelmente dal racconto la scena in cui Watson si reca alla fumeria per recuperare un suo amico, trovando con grande stupore anche Holmes.
- Nell'ultimo capitolo del videogioco The great ace attorney 2:resolve, è ispirato al racconto dell'uomo dal labbro spaccato